# Liste des bandes originales des films de Claude Lelouch
Pour un article plus général, voir Francis Lai.
Voici une sélection de bandes originales de Francis Lai pour les films de Claude Lelouch :
|                   | Film |
| ----------------- | --- |
| Bandes originales | Un homme et une femme, vingt ans déjà - Vingt ans déjà - Plus fort que nous (Richard Berry & Liliane Davis) - Vingt ans déjà - Un homme et une femme (Richard Berry & Liliane Davis) - Cent ans déjà (Richard Berry & Liliane Davis) - Aujourd'hui c'est toi - À l'ombre de nous (Pierre Barouh) - Un homme et une femme Les Misérables - Journée est finie - Air de la misère - Beaux cheveux que voilà - J'avais rêvé d'une autre vie - Dites-moi ce qui se passe - Fantine et monsieur Madeleine - Mon prince est en chemin - Mam'zelle Crapaud - Devise du cabaretier - Valjean chez les Thénardier - Volonté du peuple - Cosette: dans la vie - Marius: dans la vie - Voilà le soir qui tombe - Cœur au bonheur - Un vers l'autre - Faute à Voltaire - Nuit de l'angoisse - Demain - Ce n'est rien Les Parisiens - Le Genre humain - Noël - Le Bonheur c'est mieux que la vie - Le Genre humain - Le Courage d'aimer - Le Bonheur c'est mieux que la vie - Crépuscule sur le boulevard - Noël - 2000 ans et des poussières - Crépuscule sur le boulevard - Le Genre humain - La Ville lumière - J'ai pas tout dit - 2000 ans et des poussières - Maria Mari - Le Courage d'aimer - Special Club - Le Bonheur c'est mieux que la vie - La Ville lumière - Plage Multimedia |

|                   | Film |
| ----------------- | --- |
| Bandes originales | Le Courage d'aimer - Le Courage d'aimer - Bonheur c'est mieux que la vie - Noël - Le Genre humain - Crépuscule sur le boulevard - Maria Mari - Concerto N°2 : en ut mineur opus 18 - Noël - J'ai pas tout dit - La Ville lumière - Crépuscule sur le boulevard - Le Genre humain - La Ville lumière - Le Bonheur c'est mieux que la vie - Le Genre humain - Le Courage d'aimer - Le Bonheur c'est mieux que la vie - My Human kind - Le Genre humain - My Human kind Les Uns et les autres - Folies bergères - Serenade for Sarah - Les Violons de la mort - Les Allemands à Paris - Les Uns et les autres - Un parfum de fin du Monde - Boris et Tatiana - Paris des autres - Dad and co - Ballet apocalypse - Un parfum de fin du Monde - Les Uns et les autres - Body and soul incorporated - Ballade pour ma mémoire - Boléro Itinéraire d'un enfant gâté - Symphonie pour un enfant gâté - Qui me dira - Le Cirque - Isabelle - Qui me dira - Itineraire d'un enfant gâté - Symphonie pour un cirque - J'aurais aimé être un artiste - Une île - Qui me dira |